# Cantón Píllaro
Cantón Píllaro är en kanton i Ecuador.   Den ligger i provinsen Tungurahua, i den centrala delen av landet, 100 km söder om huvudstaden Quito.